# 삼성 갤럭시 A13
삼성 갤럭시 A13은 삼성전자가 제조한 안드로이드 스마트폰이다. 50 MP 메인 카메라, 6.6인치 (170 mm) HD+ Infinity-V 디스플레이, 5000 mAh Li-Po 배터리를 탑재한 트리플 카메라 설정가 있고 안드로이드 12에 탑재되어 있다. 출시 당시, 그것은 삼성이 제공하는 5G 스마트폰 중 가장 저렴한 것이었다.

## 디자인

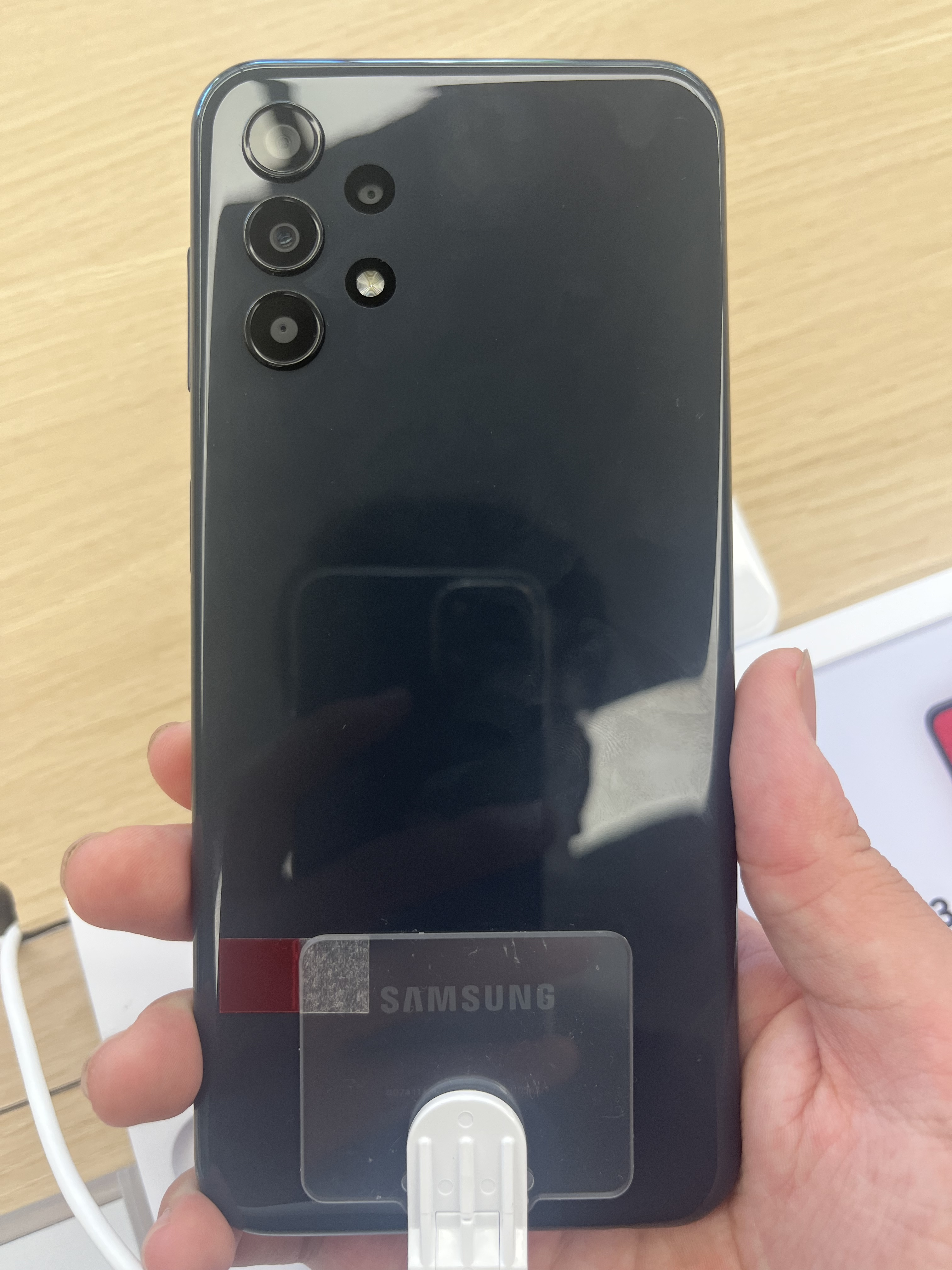
삼성 갤럭시 A13의 후면

갤럭시 A13의 화면은 코닝 고릴라 글래스5로 제작됐으며, 5G 모델에서는 제조사 미지의 유리로 제작됐다. 4G 모델의 차체는 광택이 나는 플라스틱으로 만들어졌고, 5G 모델은 무광 플라스틱으로 만들어졌다.
스마트폰의 디자인은 삼성 갤럭시 A32와 비슷하다.
하단에는 USB-C 커넥터, 스피커, 마이크 및 3.5mm 오디오 잭이 있다. 갤럭시 A13 5G는 위에 두 번째 마이크가 있다. 왼쪽에는 갤럭시A13 버전에 따라 1TB까지의 심카드 1개와 마이크로SD 메모리 카드 2개, 1TB까지의 심카드 1개와 마이크로SD 메모리 카드 1개, 갤럭시A13 5G의 심카드 1TB까지의 마이크로SD 메모리 카드 전용 슬롯이 있다. 오른쪽에는 지문 스캐너가 내장된 볼륨 버튼과 잠금 버튼이 있다.
삼성 갤럭시 A13은 블랙, 화이트, 블루, 피치 등 4가지 색상으로 판매된다.

## 사양

### 하드웨어
4G 모델은 엑시노스 850 프로세서와 말리-G52 그래픽 프로세서를 받았다.

#### 배터리
배터리는 5000mAh의 용량의 15W에서 급속 충전을 지원한다.

#### 카메라
갤럭시 A13은 50MP, f/1.8(광각), f/2.2(초광각), 123°+2MP, f/2.4(매크로)+2MP(깊이 센서)의 메인 쿼드 카메라를 받았다. 전면 카메라의 해상도는 8 MP이며 조리개는 f/2.2(광각)이다. 메인 카메라와 전면 카메라는 1080p@30fps 해상도로 동영상을 녹화할 수 있다.

#### 디스플레이
갤럭시 A13의 화면은 PLS TFT LCD, 6.6인치, 풀HD+(2408 × 1080)로 400ppi의 픽셀 밀도, 20:9의 석면비, 전면 카메라를 위한 인피니티-V(드롭 모양) 컷아웃이다.

#### 메모리
갤럭시 A13은 4/64GB 구성으로 판매된다.

### 소프트웨어
Galaxy A13은 Android 12 기반의 One UI 4.1로 출시되었다.